# Ведерников, Евгений Алимпиевич
Евгений Алимпиевич Ведерников (21 января 1918 года, Чердынь, Пермская губерния, Советская Россия — 29 июля 2008 года) — советский и российский художник-график, карикатурист, плакатист, народный художник РСФСР (1988).

## Биография
Родился 21 января 1918 года в городе Чердынь Пермской губернии.
Учился в Ленинграде в частной студии С. М. Зайденберга, в Студии военных художников имени Б. М. Грекова. Ещё до войны получил известность как автор плакатов, политических и бытовых карикатур. Печататься начал в «Крокодиле» с февраля 1939 года. Иллюстрации к «Похождениям бравого солдата Швейка» впервые нарисовал в 1938 году.
Участник советско-финской войны.
С августа 1941 по май 1945 года — работал как художник на фронтах Великой Отечественной войны, был художником газет Брянского фронта, 38-й армии и І Украинского фронта, во фронтовых газетах «На разгром врага», «За счастье Родины»: рисовал карикатуры, выпускал боевые листки, ретушировал фото, ездил на зарисовки в части, дежурил по номеру.
После войны опять работал в жанре иллюстрации, оформлял художественные книги Я. Гашека, И. Ильфа и Е. Петрова, А. Конан-Дойля, С. Михалкова, М. Салтыкова-Щедрина. Работал для различных журналов, в том числе детских.
Сотрудничал с журналами «Крокодил», «Смена», «Огонек», газетами «Правда», «Советская Россия».
С 1956 года — член редколлегии детского юмористического журнала «Весёлые картинки».
Активно участвовал во всесоюзных, республиканских и зарубежных выставках сатиры.
В 1979 году, в серии Мастера советской карикатуры издательства «Советский художник» вышел выпуск, посвященный творчеству Ведерникова.
Член Союза художников СССР.
Умер 29 июля 2008 года.

## Награды
- Орден Красной Звезды (1944)
- Орден Отечественной войны II степени (1987)[1]
- Медаль «За взятие Берлина» (1945)
- Медаль «За освобождение Праги» (1945)
- Медаль «За боевые заслуги» (1943)
- Медаль «За победу над Германией в Великой Отечественной войне 1941—1945 гг.» (1945)
- Народный художник РСФСР (1988)
- Заслуженный художник РСФСР (1970)